# Přebor Středočeského kraje 2024/2025
Přebor Středočeského kraje (jednu ze skupin 5. fotbalové ligy) hrálo v sezóně 2024/2025 16 klubů. Vítězem se stalo mužstvo FK Čáslav.

## Systém soutěže
Kluby se střetly v soutěži každý s každým dvoukolovým systémem podzim–jaro, hrály tedy 30 kol. Od této sezóny má právo na postup do Divize opět jen vítěz soutěže.

## Nové týmy v sezoně 2024/25
- Z Divize B sestoupilo mužstvo TJ Sokol Nespeky.
- Z Divize C sestoupilo mužstvo FK Čáslav.
- Z I. A třídy postoupila mužstva SK Rakovník (vítěz skupiny A), TJ Sokol Tuchoměřice (2. místo ve skupině A) a SK Rapid Psáry (vítěz skupiny B).

## Výsledná tabulka
| Poř. | Tým                             | Z  | V  | R | P  | VG  | OG | B  |
| ---- | ------------------------------- | -- | -- | - | -- | --- | -- | -- |
| 1.   | FK Čáslav                       | 30 | 26 | 3 | 1  | 109 | 26 | 81 |
| 2.   | SK Rapid Psáry                  | 30 | 19 | 7 | 4  | 83  | 42 | 64 |
| 3.   | FC Velim                        | 30 | 17 | 6 | 7  | 57  | 39 | 57 |
| 4.   | TJ Sokol Nespeky                | 30 | 16 | 5 | 9  | 71  | 46 | 53 |
| 5.   | AFK Tuchlovice                  | 30 | 16 | 3 | 11 | 64  | 49 | 51 |
| 6.   | SK Rakovník                     | 30 | 15 | 6 | 9  | 56  | 48 | 51 |
| 7.   | SK Poříčany                     | 30 | 14 | 5 | 11 | 61  | 47 | 47 |
| 8.   | Povltavská FA B                 | 30 | 12 | 6 | 12 | 57  | 63 | 42 |
| 9.   | SK Posázavan Poříčí nad Sázavou | 30 | 12 | 4 | 14 | 59  | 68 | 40 |
| 10.  | TJ Sokol Libiš                  | 30 | 12 | 2 | 16 | 54  | 57 | 38 |
| 11.  | SK Doksy                        | 30 | 10 | 6 | 14 | 47  | 51 | 36 |
| 12.  | TJ Sokol Tuchoměřice            | 30 | 10 | 4 | 16 | 47  | 79 | 34 |
| 13.  | SK Chlumec                      | 30 | 9  | 5 | 16 | 36  | 67 | 32 |
| 14.  | TJ Tatran Sedlčany              | 30 | 8  | 3 | 19 | 55  | 78 | 27 |
| 15.  | MFK Dobříš                      | 30 | 5  | 5 | 20 | 46  | 82 | 20 |
| 16.  | SK Tochovice                    | 30 | 3  | 2 | 25 | 32  | 92 | 11 |

Poznámky:
- Z = Odehrané zápasy; V = Vítězství; R = Remízy; P = Prohry; VG = Vstřelené góly; OG = Obdržené góly; B = Body

|  | Postup do příslušné Divize (A, B nebo C) |
|  | Sestup do příslušné I. A třídy           |

- Klub SK Rapid Psáry doplní divizi na základě odhlášení družstva FK Příbram B z Divize A[1].